# Moritz Wagner
Moritz Friedrich Wagner, född 3 oktober 1813 i Bayreuth, död 31 maj 1887 i München (självmord), var en tysk geograf och naturforskare; bror till Rudolf Wagner.
Wagner var till en början köpman i Marseille, men övergav detta yrke och företog forskningsresor i Algeriet, skildrade i Reisen in der Regentschaft Algier in den Jahren 1836-38 (tre band, 1841). Därefter studerade han några år naturvetenskap i Göttingen och genomvandrade från 1843 under flera år de asiatiska länderna kring Svarta havet, gjorde där betydande naturvetenskapliga samlingar och författade Der Kaukasus und das Land der Kosaken (två band, 1848), Reise nach Kolchis, Reise nach dem Ararat und dem Hochlande Armeniens (båda 1850) samt Reise nach Persien und dem Lande der Kurden (två band, 1852; "Resa till Persien och kurdernas land", 1853).
Tillsammans med Karl von Scherzer besökte han 1852-55 Nord- och Centralamerika och skrev tillsammans med denne Reisen in Nordamerika (1854) och Die Republik Costa Rica (1856) samt undersökte 1858-60 bland annat Anderna i Ecuador och skrev Naturwissenschaftliche Reisen im tropischen Amerika (1870).
År 1862 utnämndes han till konservator för statens etnografiska samlingar samt till hedersprofessor i geografi och etnografi vid universitetet i München. Därefter ägnade han sig nästan uteslutande åt Charles Darwins utvecklingslära och skrev i detta ämne bland annat Die darwinsche Theorie und das Migrationsgesetz der Organismen (1868) och Ueber den Einfluss der geographischen Isolirung und Colonienbildung auf die morphologischen Veränderungen der Organismen (1871).